# Municipio de Bangor (condado de Bay)
{{confusión|Municipio de Bangor (condado de Van Buren, Míchigan)}
El municipio de Bangor (en inglés: Bangor Township) es un municipio ubicado en el condado de Bay en el estado estadounidense de Míchigan. En el año 2010 tenía una población de 14641 habitantes y una densidad poblacional de 255,79 personas por km².

## Geografía
El municipio de Bangor se encuentra ubicado en las coordenadas 43°39′5″N 83°53′41″O / 43.65139, -83.89472. Según la Oficina del Censo de los Estados Unidos, el municipio tiene una superficie total de 57.24 km², de la cual 36.52 km² corresponden a tierra firme y (36.2%) 20.72 km² es agua.

## Demografía
Según el censo de 2010, había 14641 personas residiendo en el municipio de Bangor. La densidad de población era de 255,79 hab./km². De los 14641 habitantes, el municipio de Bangor estaba compuesto por el 95.16% blancos, el 0.88% eran afroamericanos, el 0.55% eran amerindios, el 0.79% eran asiáticos, el 0.01% eran isleños del Pacífico, el 0.86% eran de otras razas y el 1.73% pertenecían a dos o más razas. Del total de la población el 3.87% eran hispanos o latinos de cualquier raza.